# Rose-Adélaïde Ducreux
Pour les articles homonymes, voir Ducreux.
Rose-Adélaïde Ducreux, née le 19 août 1761 à Paris et morte le 26 juillet 1802 (1er thermidor an X) à Saint-Domingue, est une peintre et musicienne française.

## Biographie

### Famille et éducation
Fille aînée de Philippine-Rose Cosse et Joseph Ducreux, une famille de peintre depuis plusieurs générations, Rose-Adélaïde Ducreux est formée par son père à la peinture. Parmi les 6 enfants, son frère est peintre pour l'Armée et attaché auprès de Charles François Dumouriez en tant qu’officier historiographe de l'armée.
Le 16 février 1802, elle embarque depuis Brest à bord du Zélé pour Saint-Domingue. Elle se marie le 1er avril 1802 avec le préfet maritime de Saint-Domingue devenue une colonie française, François Lequoy de Montgiraud (1748–1804). Le mariage est heureux mais celle-ci meurt de la fièvre jaune peu de temps après. Son mari ne survivra pas à sa mort.

### Carrière de peintre
Rose-Adélaïde Ducreux a peint des portraits miniatures et figure aux Salons du Louvre en 1791, 1793, 1795, 1798 et 1799,.
En 1786, Rose-Adélaïde Ducreux expose pour la première fois au Salon de la Correspondance organisé par Pahin de la Blancherie et qui se tient toutes les deux semaines.
Parce que Rose Ducreux n'est pas membre de l'Académie Royale de Peinture et de Sculpture, l'exposition d'œuvres au Salon de peinture et de sculpture est interdite avant la Révolution française. En 1791, le Salon s'ouvre à d'autres artistes et Autoportrait à la harpe est présenté pour la première fois au Salon du Louvre. C'était l'un des deux tableaux qu'elle expose et son autoportrait est bien reçu par la critique. Elle y expose ensuite 6 portraits entre 1793 et 1799. En 1795, elle habite dans l'appartement familial au Palais du Louvre.
Rose-Adélaïde Ducreux ne signe pas ses peintures. Pendant de nombreuses années ses peintures sont attribuées à d'autres artistes tels que David, Antoine Vestier et Élisabeth Vigée Le Brun,,. Ainsi, un portrait longtemps considéré comme de David  est identifié comme étant un autoportrait exposé au Salon de 1791 no 677 « Mlle. Ducreux jouant de la Harpe, peinte par elle-même. Portrait, en pied, grand comme nature » ; la jeune fille y est représentée jouant une sonate de Dussek. Lizinska de Mirbel reproduit cette peinture en miniature.
Rose-Adélaïde Ducreux peint selon le style rococo. Les couleurs de ses portraits sont très claires et agréables à regarder. Ces portraits sont également asymétriques, le sujet posant souvent et regardant de côté alors qu'il semble faire quelque chose.

### Carrière musicale
Excellente musicienne et liée avec le musicien Méhul, elle compose en 1801 presque toute la partition de l’Irato ou l'Emporté, qui représente son père, perpétuel irascible, et dont les paroles sont de Marsollier, sauf le quatuor, écrit chez elle, par Méhul, sur le coin du premier piano à queue de Sébastien Érard, ami de sa famille.

Œuvres de Rose-Adélaïde Ducreux
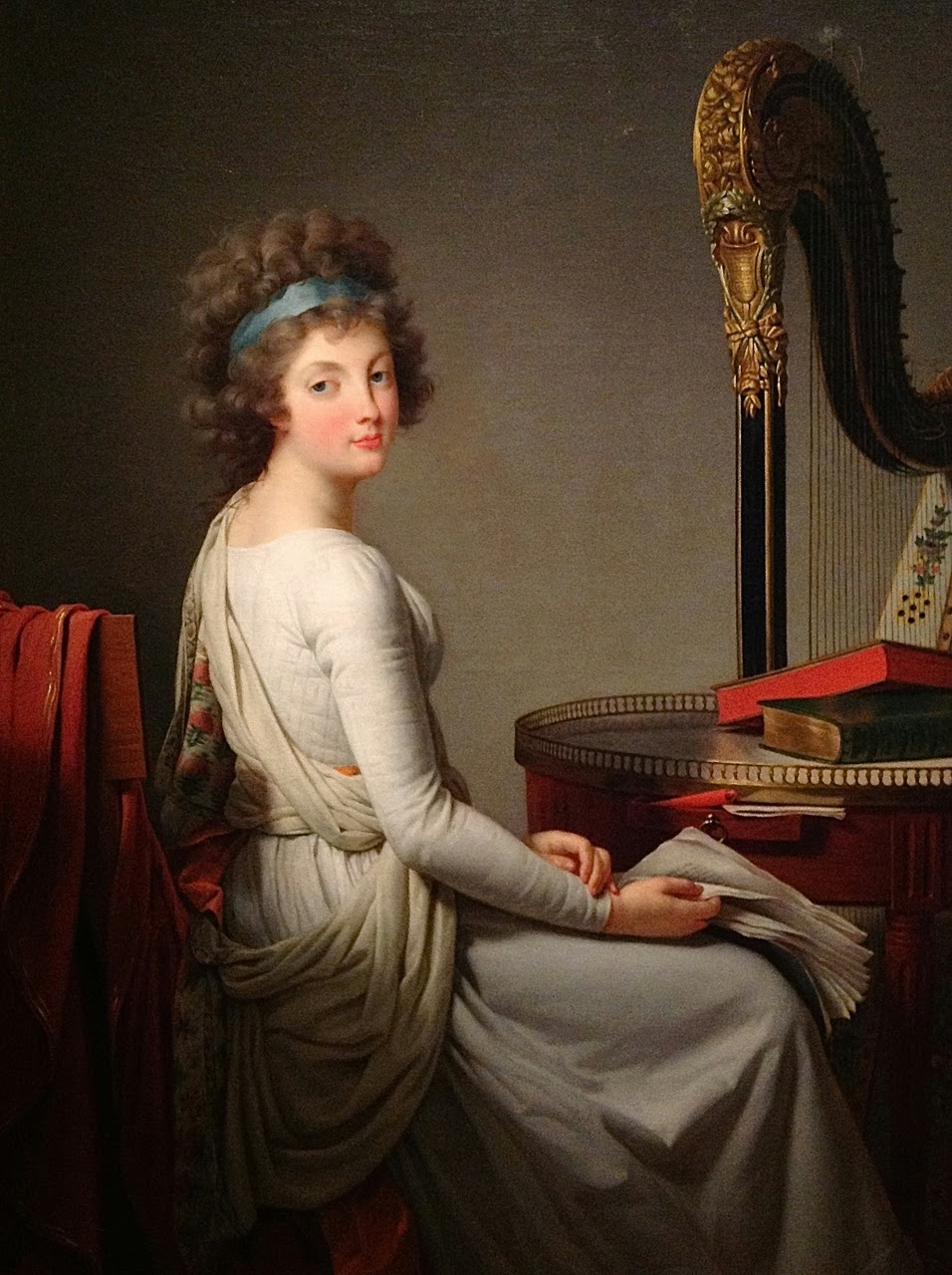
Diane de la Vaupalière, Comtesse de Langeron (1790), Musée d'art Nelson-Atkins
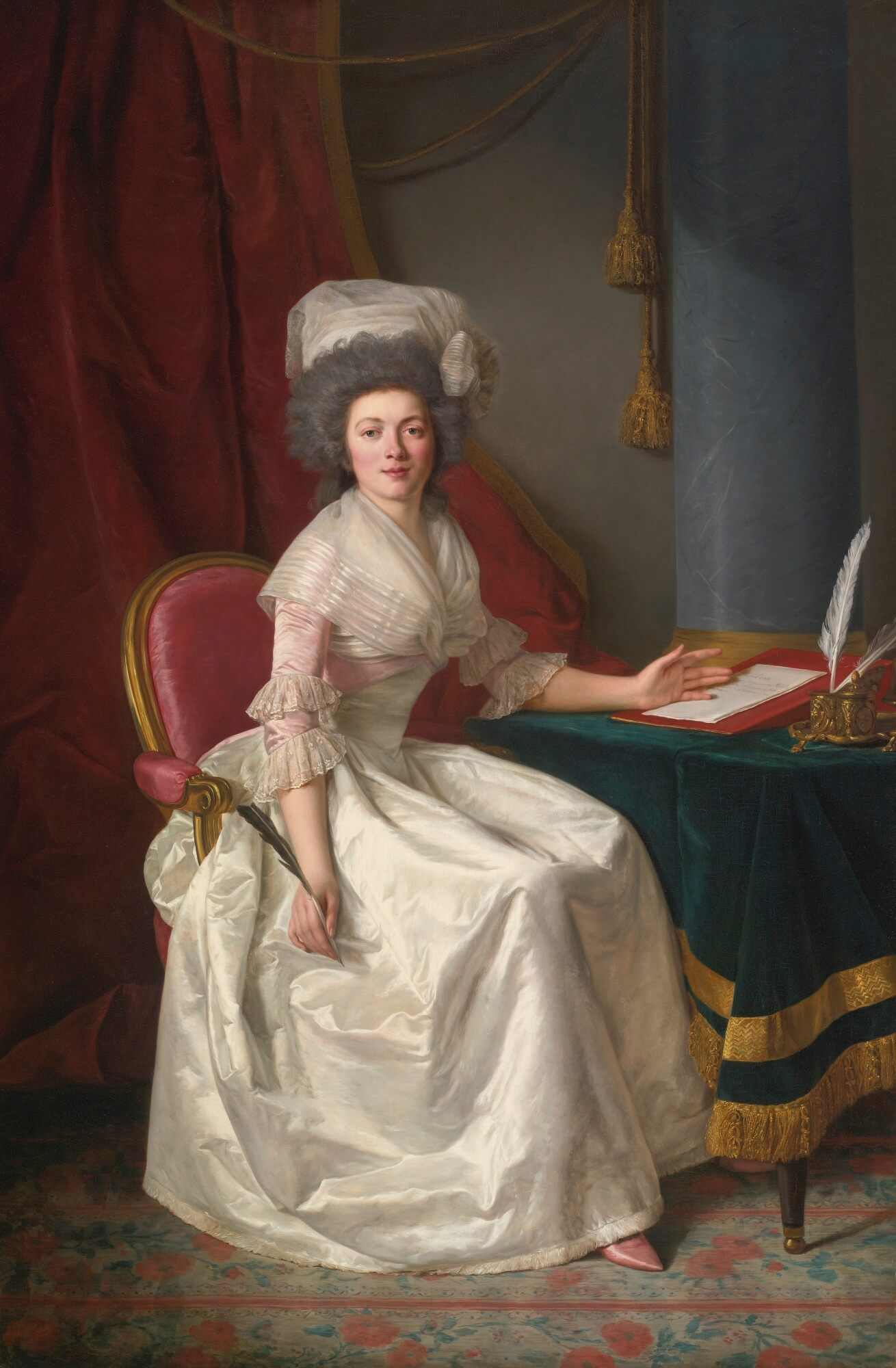
Portrait d'une dame, localisation inconnue
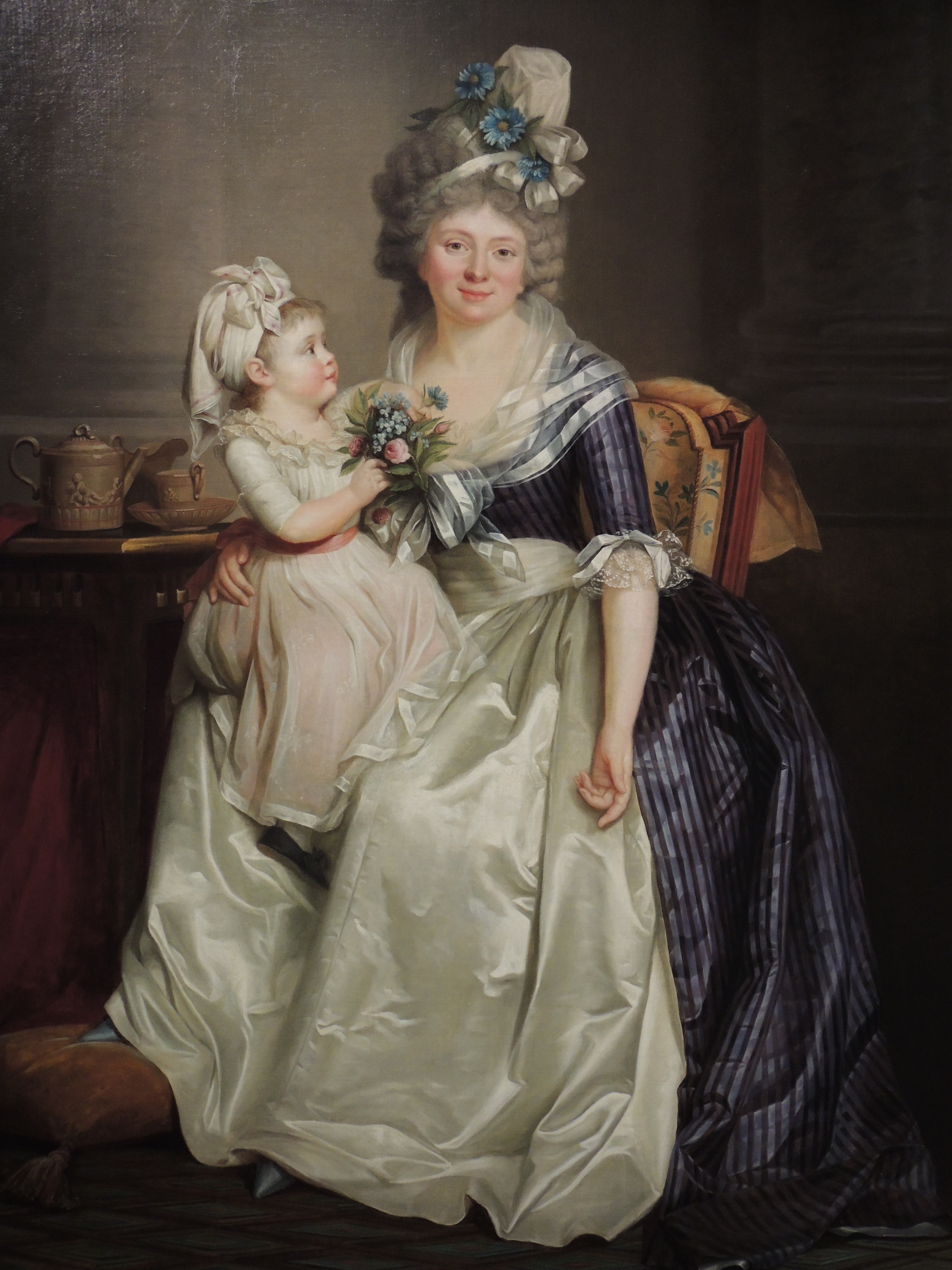
Portrait d'une femme tenant sa fille sur les genoux, collection particulière
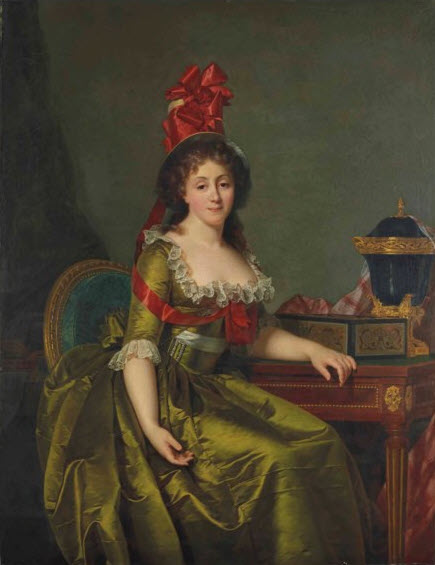
Portrait d'une femme en robe de satin vert, localisation inconnue